# Wałerjan Pidmohylny
Wałerjan Petrowycz Pidmohylny (ukr. Валер’ян Петрович Підмогильний; ur. 20 stycznia?/2 lutego 1901 we wsi Czapli w guberni katerynosławskiej (obecnie w granicach miasta Dniepr), zm. 3 listopada 1937 na uroczysku Sandarmoch) – ukraiński prozaik i tłumacz. Jeden z przedstawicieli rozstrzelanego odrodzenia.

## Życiorys
Urodził się we wsi Czapli pod Jekaterynosławiem, gdzie zakończył szkołę średnią, a później kontynuował naukę na Wydziale Prawa, próbował studiować matematykę na Uniwersytecie Jekaterynosławskim. Z przyczyn materialnych nie udało mu się zakończyć studiów. Rozpoczął działalność literacką często przerywaną pracą w wydawnictwach i na posadzie nauczyciela. Po zabójstwie Siergieja Kirowa, 8 grudnia 1934, został aresztowany przez NKWD. Na posiedzeniu wyjazdowym Kolegium Wojskowego Sądu Najwyższego ZSRR 27-28 marca 1935 skazany na 10 lat obozu koncentracyjnego i konfiskatę mienia. Karę odbywał w łagrze SŁON na Wyspach Sołowieckich. Rozstrzelany 3 listopada 1937 na uroczysku Sandarmoch w Karelii w masowej egzekucji ukraińskich twórców i działaczy społecznych (Łeś Kurbas, Mykoła Kulisz, Mykoła Zerow, Ołeksa Slisarenko, Wołodymyr Czechiwski i in.)

## Twórczość
Pierwszy zbiór jego opowiadań Twory. Tom I (1920) został wydany w Katerynosławiu. Stworzył w nich ciekawe psychologiczne sylwetki bohaterów, specyfika tomu polega na zwróceniu uwagi na funkcjonowanie wewnętrznego świata człowieka (Stareć, Hajdamaka, Dobryj Boh, Wania).
Następne zbiory opowiadań, które w pełni zaświadczyły o dojrzałości twórczej autora, to: Wijśkowyj litun (1924) i Probłema chliba (1927). W opowiadaniach i nowelach (Probłema chliba, W epidemicznemu baraci, Istorija pani Jiwhy) autor, na przykładzie życia zwyczajnych ludzi, porusza złożone, moralno-psychologiczne problemy swojej doby. Rewolucja i człowiek to jeden z centralnych tematów jego twórczości lat 20. Problem ten poruszają takie powieści, jak: Tretia rewolucija (1925), w której irracjonalna, anarchiczna wieś wchodzi w konflikt z miastem; Ostam Szaptała (1921), a także najważniejsza z powieści, jaka stanowi apogeum twórczego kunsztu Pidmohylnego, Misto (1927), będące wieloplanową opowieścią, w której główny bohater przyjeżdża do Kijowa, by zdobyć wykształcenie, lecz z czasem jego oczekiwania zmieniają się, a duże miasto okazuje się żywiołem, którego okiełznanie uniemożliwiają bohaterowi sprzeczności realnego życia. W tym utworze znalazły odzwierciedlenie europejskie osiągnięcia w dziedzinie literatury, w szczególności francuskiej, która stanowiła silne źródło inspiracji dla autora.
Porewolucyjną sytuację opisuje także w cyklu nowel Powstanci (1923) i w opowiadaniu Iwan Bosyj. Poruszana przez Pidmohylnego tematyka wywołała głosy ostrej krytyki. Pomimo to, autor pisze Newełyczką dramę – utwór o tematyce bliskiej Mistu. Skutkiem tego otrzymuje zakaz drukowania książek, jednak nie przestaje pracować. Jedzie do ówczesnej stolicy USRR Charkowa, gdzie przebywa w latach 1931-1934. W tym czasie udaje mu się wydać tylko jeden utwór – opowiadanie Z żyttia budynku, a swoje siły skupia głównie na tłumaczeniu.